# Aurèle Robert
Aurèle Robert (Les Eplatures, 18 dicembre 1805 – Bienne, 21 dicembre 1871) è stato un pittore svizzero, fratello minore del più celebre pittore Louis Léopold Robert e molto attivo in Italia.
Comprendendo anche il fratello Léopold, Aurèle fu il fondatore di una dinastia di artisti tramite il figlio Léo-Paul Robert e i nipoti Théophile, Philippe e Paul-André Robert.

## Biografia
Aurèle Robert nacque il 18 dicembre 1805 a Les Eplatures (oggi frazione di La Chaux-de-Fonds) in Svizzera, figlio del fabbricante di casse d'orologio Abram-Louis Robert e di Suzanne-Charlotte Robert.
Suo fratello maggiore era il pittore Louis Léopold Robert e, dopo un'iniziale formazione come incisore nell'industria dell'orologeria (1817-1819), divenne suo aiutante nel suo studio a Roma dal 1822 al 1831. Dal 1825 svolse un'attività indipendente e a questo periodo romano appartengono le sue opere con vedute della città, scene di genere e riproduzioni di architetture. Fece spesso molte copie delle opere del fratello, vendendone molte a Parigi nel 1831. A Roma ebbe modo anche di frequentare corsi di disegno presso l'Accademia di Francia, dove riuscì a beneficiare della consulenza di maestri come Pierre-Narcisse Guérin.
Nel 1832 seguì il fratello a Venezia e vi rimase fino alla morte di Louis Léopold, che si suicidò nel 1835. A questo periodo risalgono le sue note opere sulle vedute di San Marco.
Dopo la morte del fratello si spostò a Parigi, per poi tornare nuovamente a Venezia nel 1838 e restandovi fino al 1843, anno in cui decise di ritornare in patria. Da allora viaggiò pochissimo, recandosi talvolta a Lugano e terminamdo la sua carriera come artista ritrattista. Si sposò nel 1844 con Julie Schneider, figlia del commerciante David Ludwig Schneider, e nel 1853 acquistò la tenuta di Ried a Bienne. In quest'ultima città morì il 21 dicembre 1871, all'età di 66 anni.
Tra le sue opere si ricorda La barca religiosa che scende dalla cascata di Terni, che espose insieme a Un pastore romano al Salon di Parigi del 1831 e che gli valse una medaglia d'oro. Mentre, il prezzo record per una sua opera all'asta è quello di 15.250 £ (21.514 $; 18.157 €) detenuto da Canto di due monaci certosini (1865) e venduto da Bonhams a Londra nel 2021.

## Discendenza
Aurèle Robert sposò la moglie Julie Schneider nell'ottobre del 1844 ed ebbe da lei tre figli:
- Aurèle Robert, figlio primogenito, nato nel 1845;[5]
- Julie Robert, figlia secondogenita, nata nel 1849;[5]
- Léo-Paul Robert, figlio terzogenito, nato nel 1851 e futuro pittore.[5]

## Stile
Lo stile di Aurèle Robert si basava su un onesto talento e dimostrava un eccellente senso di osservazione. Le sue prime opere furono per lo più dipinti di interni e di genere, allineandosi al gusto dell'epoca per la pittura olandese del XVII secolo; tuttavia, se nel primo caso le rappresentazioni architettoniche sono molto elaborate, nel secondo caso le sue realizzazioni tradiscono una grande difficoltà compositiva e una rigidità artificiale delle figure. Difatti, durante il periodo come assistente del fratello, Aurèle dimostrava di non riuscire a sviluppare appieno le proprie attitudini, limitandosi troppo spesso al ruolo di aiutante e a copiare le opere più ambiziose del fratello (un lavoro che continuò a fare fino alla morte). La collezione di copie dell'opere del fratello costituiscono un prezioso catalogo di 73 pezzi, depositati presso il Museo d'Arte e di Storia di Neuchâtel.
Il primo lavoro che lo fece emergere dall'anonimato fu l'Interno della Basilica di San Paolo fuori le Mura dopo l'incendio del 1823 (1824), che si trattava di una copia rivisitata di un dipinto che il fratello aveva eseguito per lo scultore Bertel Thorvaldsen.
Successivamente abbandonò quasi totalmente il registro iniziale e a partire dal 1843 realizzò più di cento ritratti, ma la sua tavolozza era spesso caratterizzata da colori spenti e verso la fine della sua vita il colore venne completamente sacrificato a favore della tecnica della grisaille.

## Opere
Qui segue un elenco parziale delle opere dell'artista:
- Pifferai davanti alla Madonna, 1823, olio su tela, 47 cm × 36 cm[9]
- Interno della Basilica di San Paolo fuori le Mura dopo l'incendio del 1823, 1824[3]
- Figure su una terrazza a Capri, 1830[3]
- La barca religiosa che scende dalla cascata di Terni, ante 1831[3]
- Un pastore romano, ante 1831[3]
- Ritratto di anziano, 1834-35, olio su tela, 21 cm × 18.5 cm[10]
- Cattedrale di Lugano, 1840, olio su tela, 66.5 cm × 79 cm[11]
- Convento a Lugano, 1847, olio su carta montata su cartone, 41 cm × 33 cm[12]
- Interno della sagrestia del convento della Madonna degli Angeli a Lugano, 1852, olio su tela, 82 cm × 96 cm[13]
- Ritratto di Léopold Robert, 1860 circa, olio su cartone, 46 cm × 38 cm[14]
- Biblioteca comunale nella Wasserkirche, 1861-62, olio su tela, 98.1 cm × 81.5 cm[15]
- Canto di due monaci certosini (o Due monaci certosini che cantano), 1865[7][8]
- Ritratto di Cäsar Adolf Bloesch, 1865, olio su tela, 102 cm × 86 cm[16]
- Ritratto di Friedrich Schwab, 1871

## Galleria d'immagini

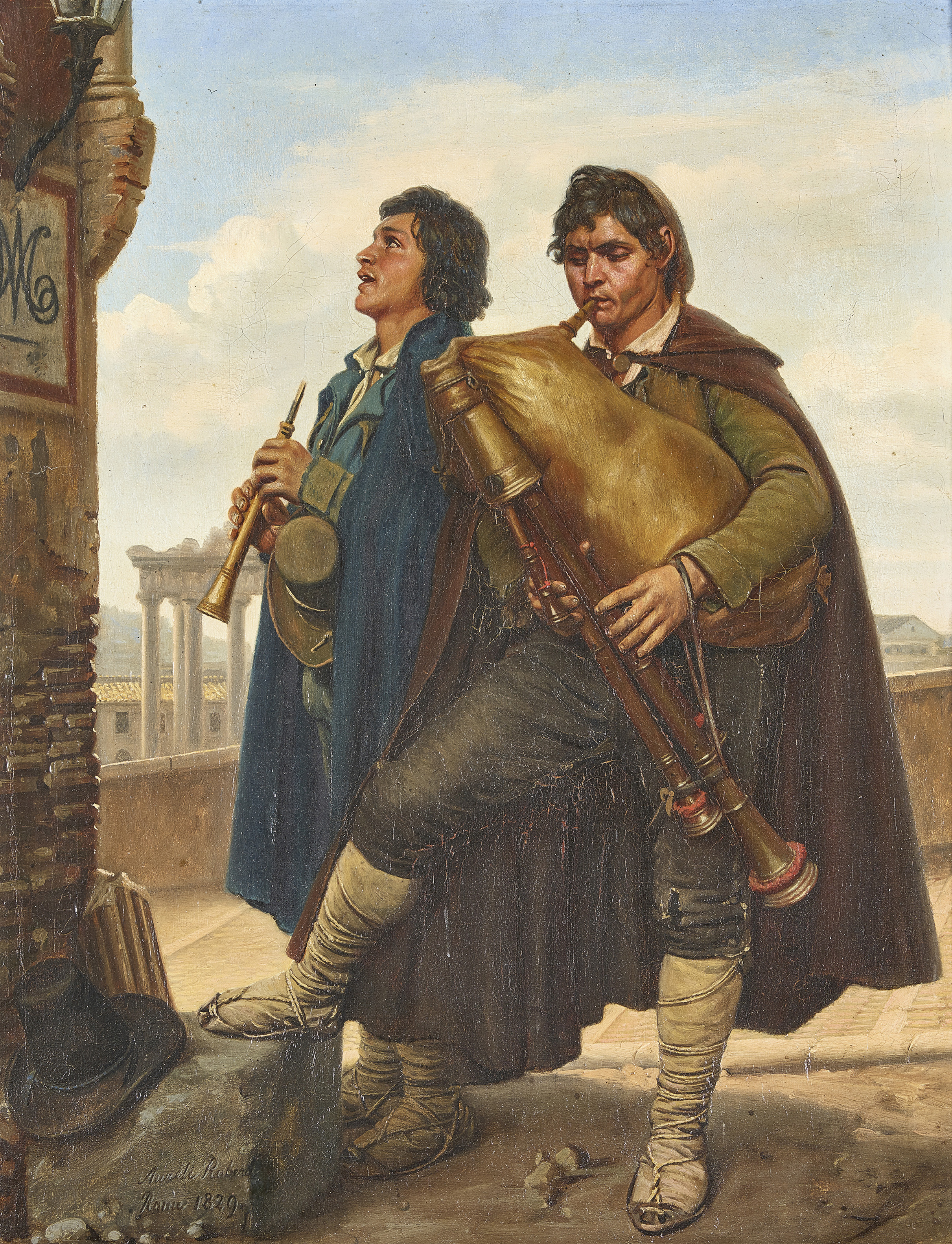
Pifferai davanti alla Madonna
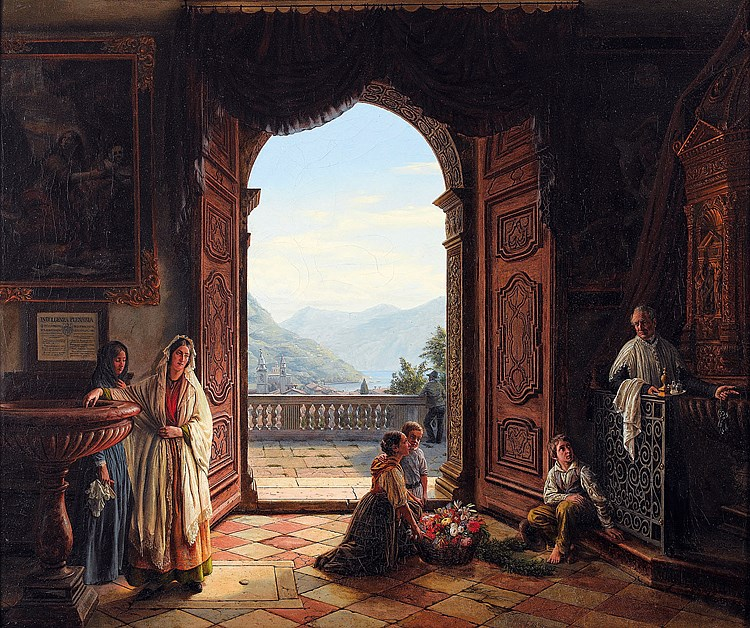
Cattedrale di Lugano
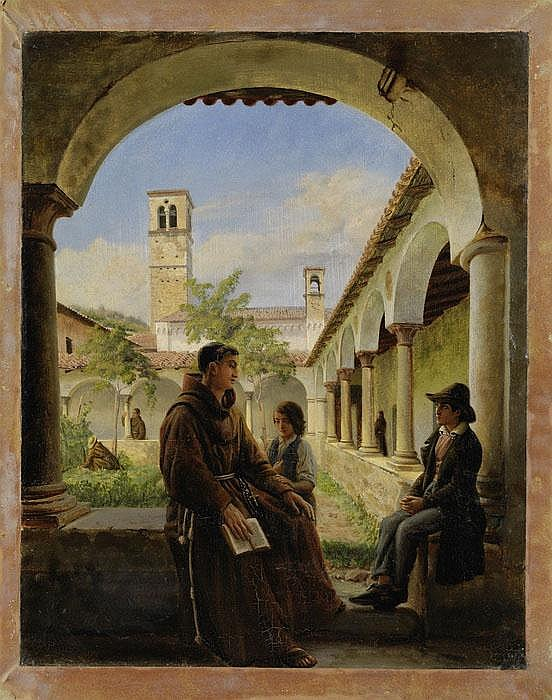
Convento a Lugano
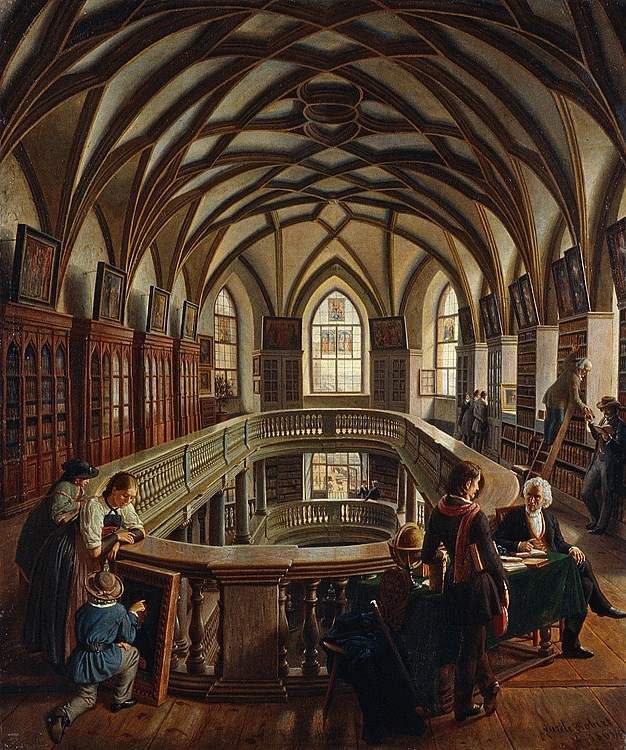
Biblioteca comunale nella Wasserkirche
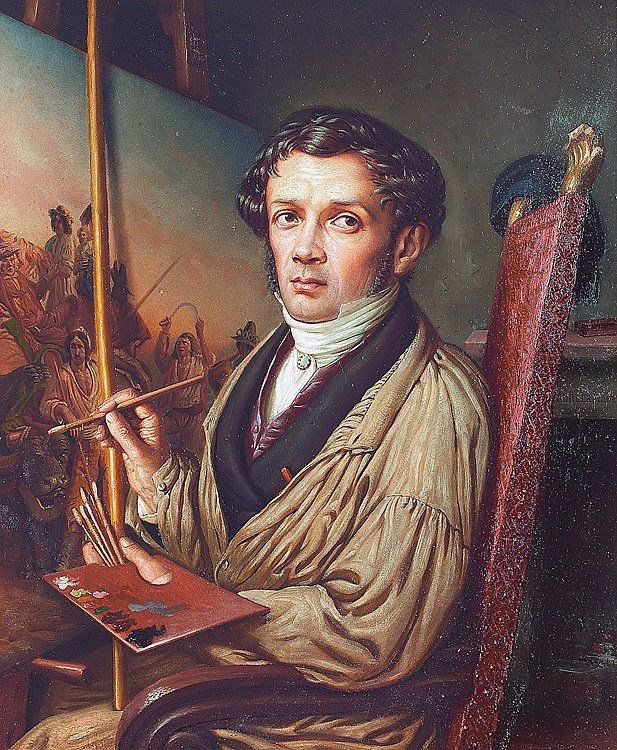
Ritratto di Léopold Robert
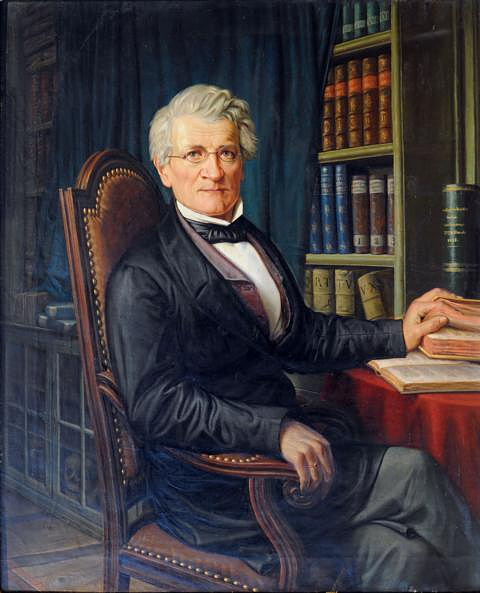
Ritratto di Cäsar Adolf Bloesch
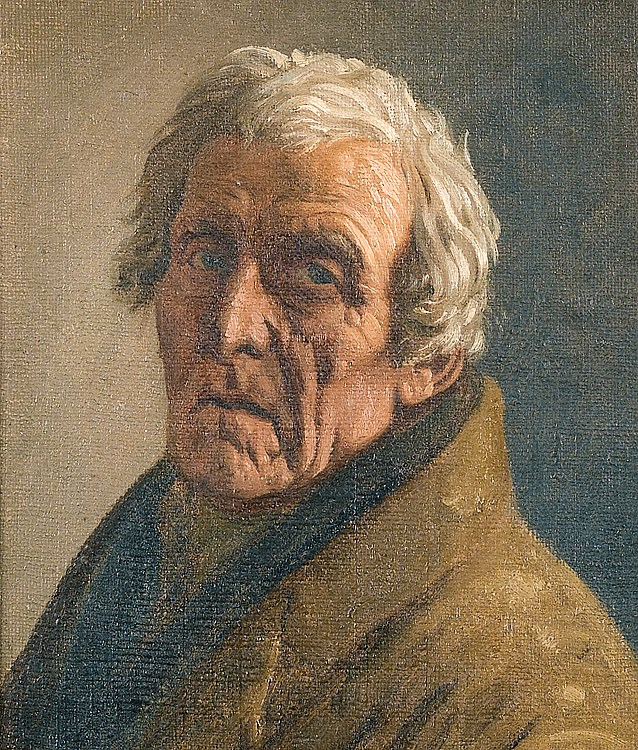
Ritratto di anziano
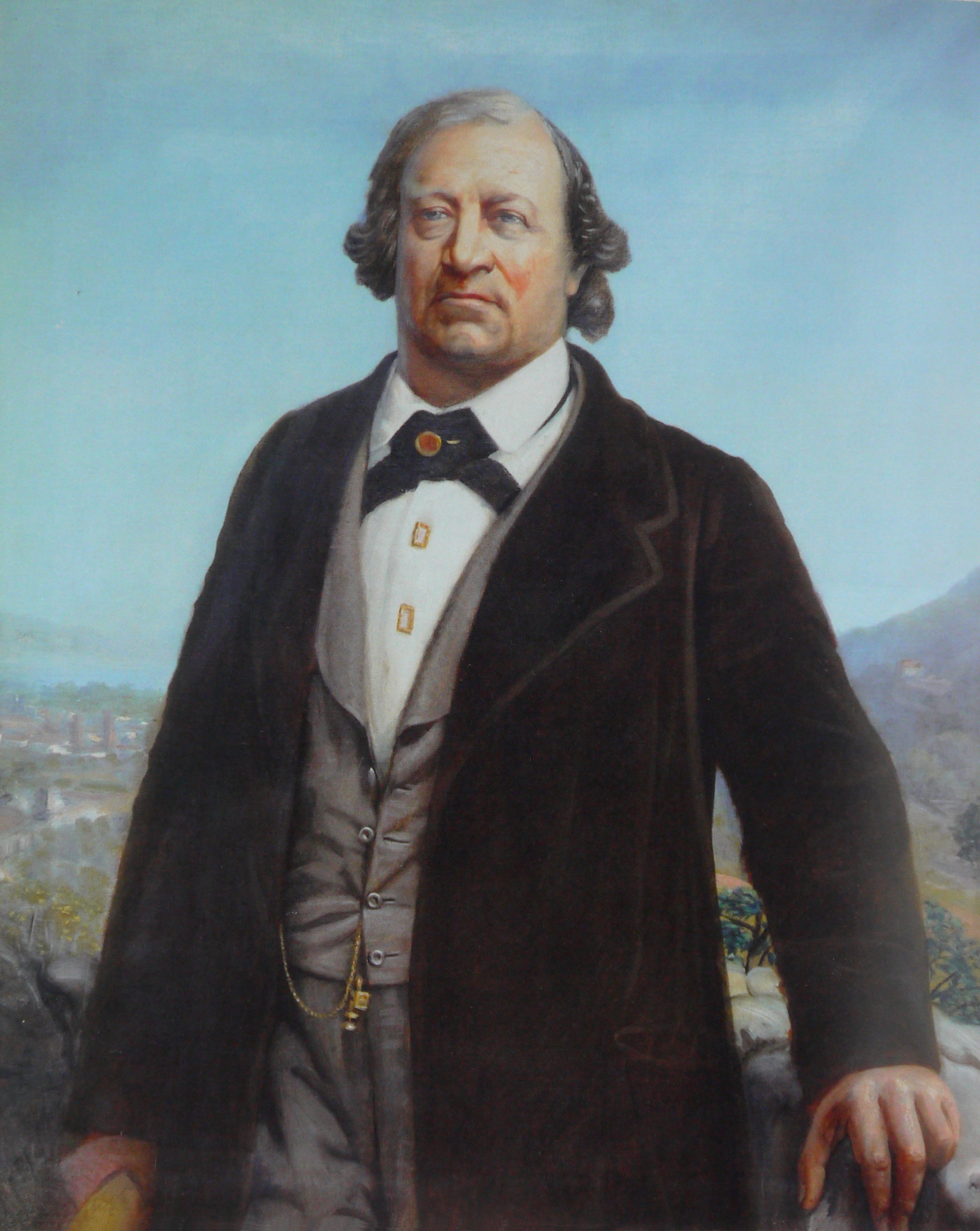
Ritratto di Friedrich Schwab